# Túnel III de Bornos
Túnel III de Bornos este o arie protejată (arie specială de conservare — SAC, sit de importanță comunitară — SCI) din Spania întinsă pe o suprafață de 106,41 ha, integral pe uscat.

## Localizare
Centrul sitului Túnel III de Bornos este situat la coordonatele 36°48′09″N 5°45′18″W / 36.8025°N 5.7549°V.

## Înființare
Situl Túnel III de Bornos a fost declarat sit de importanță comunitară în decembrie 2000 pentru a proteja 1 specie de plante și 6 specii de animale. Situl a fost protejat și ca arie specială de conservare în ianuarie 2015.

## Biodiversitate
Situată în ecoregiunea mediteraneană, aria protejată conține 4 habitate naturale: Pseudostepă cu ierburi și specii anuale de Thero-Brachypodietea, Dehesas cu Quercus spp. perene, Tufărișuri termo-mediteraneene și de pre-deșert, Păduri de Olea și Ceratonia.
La baza desemnării sitului se află mai multe specii protejate:
- plante (1): Silene mariana
- mamifere (6): liliac cu aripi lungi (Miniopterus schreibersii), liliac cu urechi de șoarece (Myotis blythii), liliac comun (Myotis myotis), liliacul mediteranean cu potcoavă (Rhinolophus euryale), liliacul mare cu potcoavă (Rhinolophus ferrumequinum), liliacul cu potcoavă a lui méhely (Rhinolophus mehelyi)

Pe lângă speciile protejate, pe teritoriul sitului au mai fost identificate 2 specii de plante.